# Saint-Berthevin-la-Tannière
Saint-Berthevin-la-Tannière är en kommun i departementet Mayenne i regionen Pays de la Loire i nordvästra Frankrike. Kommunen ligger i kantonen Landivy som tillhör arrondissementet Mayenne. År 2022 hade Saint-Berthevin-la-Tannière 294 invånare.

## Befolkningsutveckling
Antalet invånare i kommunen Saint-Berthevin-la-Tannière
| Referens: INSEE |